# Acacia brevispica
Acacia brevispica är en ärtväxtart som beskrevs av Hermann August Theodor Harms. Acacia brevispica ingår i släktet akacior, och familjen ärtväxter.

## Underarter
Arten delas in i följande underarter:
- A. b. brevispica
- A. b. dregeana